# Киевский международный фестиваль короткометражных фильмов
Киевский международный фестиваль короткометражных фильмов (укр. Київський міжнародний фестиваль короткометражних фільмів) — ежегодный международный кинофестиваль короткометражных фильмов на Украине, который проходит в Киеве с 2012 года и ставит цель презенттовать широкие панорамы короткометражных фильмов со всего мира, созданных как профессиональными режиссёрами, так и студентами киношкол, а также развитие платформы для показа украинского кино, общения и обмена опытом между украинскими и иностранными кинематографистами.
Главной миссией создатели кинофестиваля считают открытие новых форм и методов кинопроизводства в Украине и за рубежом.

## История
Работа над первым фестивалем началась в 2011 году, а состоялся он весной 2012 года. С тех пор, несмотря на объективе и субъективные обстоятельства, мероприятие проходит ежегодно. Фестиваль является независимой, некоммерческой, аполитичной и внеблоковым общественной организацией. Основная задача заключается в продвижении короткометражного кино.

## Организаторы
- Директор фестиваля — Кирил Марикуца
- Фестивальный координатор — Алика Харченко
- Программный координатор — Саша Прокопенко
- Программный координатор — Елена Сирбу
- Технический директор — Максим Войтенко
- Координатор волонтёров — Катерина Янюк
- Менеджер сайта — Алёна Клищенко
- Гостевой координатор — Татьяна Лавинюкова
- Соучредитель фестиваля, программный директор (2012-2017) — Наталья Ильчук
- Ассистентка гостевого отдела — Елена Лисенко
- Координатор отдела переводчиков — Ольга Гусятинская
- Креативщик — Максим Бабак
- Голос фестиваля — Роман Бабак

## Номинации
Конкурсная программа фестиваля проводится по номинациям:
- Лучший фильм (Гран-при)
- Лучшая режиссура
- Приз зрительский симпатий

Жюри также может назначать две или больше специальных наград.

## 2020 Киевский международный фестиваль короткометражных фильмов
Девятый ежегодный Киевский международный фестиваль короткометражных фильмов проходил с 5 по 11 августа в Киеве. Он проходил как в онлайн, так и оффлайн-формате. За шесть дней в кинотеатре «Киевская Русь» было показано около 200 короткометражных фильмов. Главными темами фестиваля стали: глобальное потепление, цифровизация, человеческие взаимоотношения, идентичность и сексуальность.

### Международный конкурс
Жюри: Алехо Франчетти (Аргентина), Луца Тот (Венгрия), Нариман Алиев (Украина).
- Гран-при: Станция «Гантсвил», реж. Джейми Мельцер, Крис Филиппон, США (2020)
- Специальный приз: «Не спи, будь готов», реж. Фам Тьен Ан, Вьетнам (2019)
- Специальный приз: «Как исчезнуть», реж. Робин Кленгель, Леонард Мюллнер, Михаэль Штумпф, Австрия (2020)

### Национальный конкурс
Жюри: Дельфин Жаннере (Швейцария), Джина Деллабарка (Новая Зеландия), Кавич Нинг (Камбоджа).
- Гран-при: «Ковер», реж. Наташа Киселёва, Украина (2019)
- Специальный приз: «Метаробота», реж. Василий Лях, Украина (2019)
- Приз зрительских симпатий: «Суррогат», реж. Стас Сантимом, Украина (2020)